# Laleh Osmany
Lalah Osmany (en pachto : لاله عثمانی ; née en 1992) est une militante des droits des femmes originaire d'Afghanistan, qui a fondé la campagne sur les réseaux sociaux #WhereIsMyName qui s'oppose à la tradition selon laquelle les noms des femmes n'étaient pas utilisés publiquement en Afghanistan. Pour son travail, elle a été récompensée aux 100 Women Awards de la BBC en 2020.

## Biographie
Osmany est né en 1992 en Afghanistan ; elle a ensuite étudié le droit islamique à l'université d'Herat (en). En 2017, elle a cofondé la campagne sur les réseaux sociaux #WhereIsMyName avec Tahmineh Rashiq. La campagne a été lancée pour protester contre le fait qu'en Afghanistan, les femmes n'avaient traditionnellement pas le droit que leur nom soit utilisé en public. Cette coutume signifiait que les noms des femmes n'apparaissaient pas sur les documents officiels tels que les actes de naissance ou de décès, ni même sur leur pierre tombale,.
Mary Akrami, présidente du Centre de développement des compétences des femmes, a décrit la nouvelle du changement de loi comme une « étape positive vers l'établissement de l'identité des femmes ». Fawzia Koofi, ancienne députée afghane et militante des droits des femmes, a déclaré que le changement n'était « pas une question de droits des femmes — c'est un droit légal, un droit humain ». Parmi les autres partisans du travail d'Osmany figurent Farhad Darya (en), l'auteur-compositeur-interprète Aryana Sayeed et la députée Maryam Sama.
Cependant, le changement de loi n'a pas été bien accueilli par certains, qui y voient un manque de respect envers les valeurs afghanes ou une mesure prise pour apaiser les États-Unis. Les talibans, qui étaient en pourparlers avec le gouvernement afghan sur le partage du pouvoir en 2020, s'opposent à l'inclusion des noms des femmes sur les cartes d'identité. De plus, Osmany a reçu des menaces de violence en raison de son rôle dans la campagne.
Les contributions d'Osmany aux droits des femmes en Afghanistan ont été reconnues lorsqu'elle figurait sur la liste des 100 femmes de la BBC publiée en 2020.